# Гітцинг (станція метро)
48°11′15″ пн. ш. 16°18′17″ сх. д. / 48.1876° пн. ш. 16.3048° сх. д.
«Гітцинг» (нім. Hietzing) — станція Віденського метрополітену, розміщена на лінії U4 між станціями «Брауншвейг-гассе» і «Шенбрунн».